# ДБК-Гомель
«ДБК-Гомель» (біл. ДБК-Гомель) — професіональний білоруський футбольний клуб з міста Гомель, представляв Гомельський ДомоБудівельний Комбінат

## Історія
Клуб був заснований у 2008 році й він одразу ж виграв Другу лігу. З 2009 року виступав у Першій лізі чемпіонату Білорусі. Намагався вийти до Вищої ліги, але двічі ставав бронзовим призером Другого дивізіону.
У Кубку Білорусі 2009/10 клуб створив справжню сенсацію, дійшовши до півфіналу (у 1/8 фіналу обіграв земляків з «Гомеля», а в чвертьфіналі після домашньої поразки з рахунком 0:2 від мінського «Динамо» взяли реванш у гостях — 3:1, і лише в півфіналі поступилися жодінському «Торпедо»). У 2010 році фарм-клуб ДБК-2 брав участь у Другій лізі.
Однак, сезон 2011 рок завершив на лише на 12-му місці в Першій лізі, а в 2012 році з великими труднощами зберіг своє місце в Першій лізі. У лютому 2013 року клуб припинив своє існування.
У квітні 2016 року стало відомо про відновлення клубу, який заявився до Другої ліги. При цьому в Другій лізі також розпочав самостійні виступи клуб ДЮСШ-ДБК, сформований з вихованців дитячої академії колишнього клубу. Однак 29 квітня 2016 року, а день до першого матчу, ДБК-Гомель знвся з турніру.

## Досягнення
- Друга ліга чемпіонату Білорусі
  -  Чемпіон (1): 2008

- Перша ліга чемпіонату Білорусі
  -  Бронзовий призер (2): 2009, 2010

- Кубок Білорусі
  - 1/2 фіналу (1): 2009/10

## Статистика виступів

### Чемпіонат і Кубок Білорусі
| Сезон | Ліга       | М  | Іг | В  | Н  | П  | Голи  | Очки | Кубок       | Примітки           |
| ----- | ---------- | -- | -- | -- | -- | -- | ----- | ---- | ----------- | ------------------ |
| 2008  | Друга (Д3) | 1  | 30 | 23 | 5  | 2  | 67–17 | 74   | 1/32 фіналу | Вихід у Першу лігу |
| 2009  | Перша (Д2) | 3  | 26 | 13 | 9  | 4  | 34–18 | 48   | 1/2 фіналу  |                    |
| 2010  | Перша (Д2) | 3  | 30 | 17 | 7  | 6  | 52–26 | 58   | 1/8 фіналу  |                    |
| 2011  | Перша (Д2) | 12 | 30 | 8  | 10 | 12 | 28–34 | 34   | 1/16 фіналу |                    |
| 2012  | Перша (Д2) | 14 | 28 | 1  | 5  | 22 | 9–62  | 8    | 1/16 фіналу | Припинив існування |

## Відомі гравці
- Віталій Макавчик